# Pjöngjang-Sinŭiju-Schnellstraße

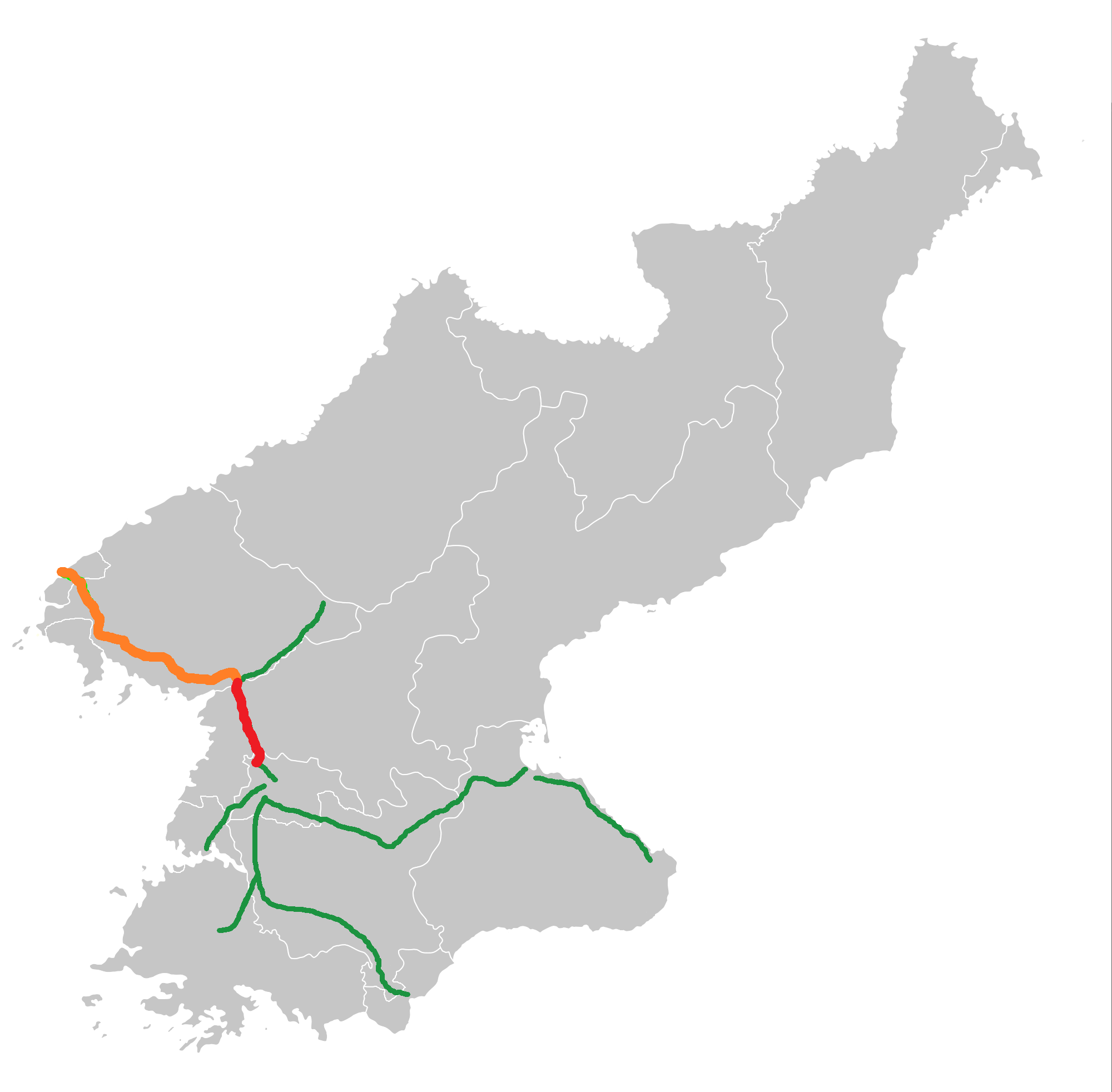
Verlauf der künftigen Pjöngjang-Sinŭiju Schnellstraße (rot, orange)

Die Pjöngjang-Sinŭiju Schnellstraße (kor. 평양신의주고속도로, Pyeongyang-Sinuiju-Gosogdolo) ist eine im Bau befindliche Fernstraße in Nordkorea, die parallel zur Bahnstrecke Pjöngjang–Sinŭiju errichtet wird und künftig Pjöngjang mit Sinŭiju verbinden soll. Über eine neue Brücke soll die chinesische Grenzstadt Dandong erreicht werden. Die Pjöngjang-Sinŭiju-Schnellstraße soll 387,1 Kilometer lang werden.

## Bau
Der Bau begann 2010. Es ist nicht bekannt, wann die Strecke fertiggestellt werden soll. Die Fahrstreifen für die beiden Fahrtrichtungen sollen nicht mittig durch Grünstreifen oder Leitplanken getrennt werden. Zugleich wird die neue Eisenbahnstrecke gebaut, die für eine Höchstgeschwindigkeit von 200 km/h ausgelegt sein soll. Bei Fertigstellung schließt sie eine Lücke des Asian Highway 1.

## Bauwerke
Insgesamt werden 19 Mautstellen, 12 Rastplätze und 77 Brücken errichtet.